# Éva Allice
Éva Allice (en arabe : إيفا أليس), née le 2 janvier 2002 à Dreux, est une footballeuse internationale marocaine qui évolue au poste d'arrière gauche ou piston gauche.

## Biographie
D'un père français et d'une mère d'origine marocaine, Éva Allice naît à Dreux en Eure-et-Loir.
Elle découvre le football vers l'âge de 4 ans grâce à son père et son grand frère, tous deux aussi passionnés par ce sport.

### Carrière en club

#### Formation
Après avoir longtemps évolué au FC Avrais Nonancourt dans un championnat avec les garçons, elle joue par la suite aux Jeunesses Sportives de Coulaines.
Allice rejoint en 2014 Le Mans FC pour parfaire son jeu et évoluer dans un championnat exclusivement féminin. 
Elle fait ses premiers pas en D2 Féminine lors de la saison 2017-2018 en étant titularisée par Rémy Ferrero et Claire Germain le 11 mars 2018 contre FC Lorient.
Ses performances en club lui permettent d'être admise au Pôle France féminin à l'âge de 15 ans.
En 2019, Éva Allice s'engage avec le FC Nantes. Elle ne dispute que deux matchs avec le groupe D2 suite de l'arrêt des championnats en raison de la pandémie de covid-19.

#### Passage à Montauban (2021-2022)
Lors de l'été 2021, elle change de région pour une nouvelle expérience dans le sud-ouest de la France en signant à Montauban FCTG. Club avec lequel elle dispute dix matchs durant la saison 2021-2022.
Manquant de temps de jeu et pour des raisons géographiques liées à sa famille, elle décide de retourner au Mans FC, juste après la CAN Féminine 2022.

#### Retour au Mans (2022-)
Après une saison passée en Tarn-et-Garonne, Éva Allice fait son retour au Mans. Club qui vient tout juste de retrouver la D2 après être passée par la phase de barrages.
Après une série de matchs amicaux de pré-saison, elle dispute son premier match le 11 septembre 2022 sur le terrain du FC Nantes en tant que titulaire à l'occasion de la 1re journée de championnat. Le match se solde par une victoire mancelle (2-0).
Après avoir passé les deux tours fédéraux, le parcours d'elle et son équipe en Coupe de France prend fin le 8 janvier 2023 au stade des seizièmes de finale face à Soyaux, club de D1.
Le 23 janvier 2023 avec l'équipe réserve qui évolue en régional 1 , elle inscrit un des buts de la victoire contre St-Georges Guyonnière (4-2).

### Carrière internationale

#### Équipe de France -16 anset -17 ans
Avant d'opter pour le Maroc, Allice est sélectionnée en équipe de France de jeunes. Elle participe aux éliminatoires de l'Euro des moins de 17 ans 2019.

#### Équipe du Maroc
Éva Allice est appelée pour la première fois en équipe du Maroc par Reynald Pedros en février 2021 à l'occasion d'un stage au Complexe Mohammed VI de Football. 
Durant ce rassemblement le Maroc affronte Djibouti en amical (Victoire marocaine 8-0).
Le 10 juin 2021, elle honore sa première sélection en étant titularisée lors d'un match amical contre le Mali à Rabat.
Éva Allice explique que son choix pour la sélection marocaine n'est pas seulement sportif.
« Je voulais en savoir plus sur mes origines marocaines, sur mes racines. Donc c'est plus une quête humaine que sportive. »
— Éva Allice, france3.fr.
Toujours la même année, elle est convoquée pour un rassemblement au mois de novembre durant lequel le Maroc s'impose 2 buts à 0 face au Sénégal en amical le 30 novembre 2021 à Rabat. Elle est impliquée sur le premier but marocain en délivrant une passe décisive à Samya Hassani.

#### Coupe d'Afrique des nations 2022
Allice participe aux stages de préparation à la CAN 2022 et fait partie du groupe retenu par Reynald Pedros pour la phase finale du 2 au 23 juillet au Maroc. Compétition durant laquelle le Maroc parvient à atteindre la finale et à se qualifier à la Coupe du monde 2023. Il s'agit de la première participation marocaine à un Mondial féminin.
Bien que dans le groupe, Éva Allice n'entre en jeu à aucun des matchs.

#### Après CAN, préparations à la Coupe du monde 2023
Éva Allice est appelée à nouveau par Pedros pour prendre part à un stage à Marbella en Espagne durant la fenêtre FIFA du mois de novembre 2022. Durant ce stage, le Maroc affronte l'Irlande (24ème au rang mondial). Bien que dans le groupe, elle n'entre en jeu à aucun des deux matchs.

## Style de jeu
Arrière gauche de formation, Éva Allice joue aussi au poste de piston gauche, notamment depuis son retour au Mans qui évolue en 3-5-2.
« Le poste de piston est une position sur le terrain que je découvre au Mans. Ce qui est difficile, c'est de ne plus avoir le jeu devant soi. Être sur la ligne du dessus, fait qu'on n'a plus les mêmes repères, les mêmes combinaisons, les mêmes espaces. Cela fait partie de mon apprentissage de joueuse »
— Éva Allice, france3.fr

## Statistiques

### En club
| Saison                | Club                  | Championnat           | Championnat | Championnat | Coupe(s) nationale(s) | Coupe(s) nationale(s) | Maroc | Maroc | Total | Total |
| Saison                | Club                  | Division              | M.          | B.          | M.                    | B.                    | M.    | B.    | M.    | B.    |
| 2017-2018             | Le Mans FC            | Division 2            | 8           | 0           | -                     | -                     | -     | -     | 8     | 0     |
| 2018-2019             | Le Mans FC            | Division 2            | -           | -           | -                     | -                     | -     | -     | 0     | 0     |
| Sous-total            | Sous-total            | Sous-total            | 8           | 0           | -                     | -                     | -     | -     | 8     | 0     |
| 2019-2020             | FC Nantes             | Division 2            | 2           | 0           | -                     | -                     | -     | -     | 2     | 0     |
| 2020-2021             | FC Nantes             | Division 2            | -           | -           | -                     | -                     | 2     | 0     | 2     | 0     |
| Sous-total            | Sous-total            | Sous-total            | 2           | 0           | -                     | -                     | 2     | 0     | 4     | 0     |
| 2021-2022             | Montauban FCTG        | Division 2            | 8           | 0           | 2                     | 0                     | 3     | 0     | 13    | 0     |
| Sous-total            | Sous-total            | Sous-total            | 8           | 0           | 2                     | 0                     | 3     | 0     | 13    | 0     |
| 2022-2023             | Le Mans FC            | Division 2            | 9           | 0           | 2                     | 0                     | -     | -     | 11    | 0     |
| 2022-2023             | Le Mans FC            | Régional 1            | 2           | 1           | -                     | -                     | -     | -     | 2     | 1     |
| Sous-total            | Sous-total            | Sous-total            | 11          | 1           | 2                     | 0                     | -     | -     | 13    | 1     |
| Total sur la carrière | Total sur la carrière | Total sur la carrière | 28          | 0           | 4                     | 0                     | 5     | 0     | 37    | 0     |

### En sélection
Le tableau suivant liste les rencontres de l'équipe du Maroc dans lesquelles Éva Allice a été sélectionnée depuis le 10 juin 2021 jusqu'à présent.

#### Statistiques par année
| Sélection | Année | Matchs | Buts | Assists |
| --------- | ----- | ------ | ---- | ------- |
| Maroc     | 2021  | 3      | 0    | 1       |
| Maroc     | 2022  | 2      | 0    | 1       |
| Total     | Total | 5      | 0    | 2       |

## Palmarès
Équipe du Maroc
- Coupe d'Afrique des nations
  -  Finaliste : 2022